# Zeigelbaan
De Zeigelbaan, ook geschreven als Zijgelbaan, is een verdwenen straat in het centrum (de "Bovenstad") van Nijmegen. Het was vooral een winkelstraat. De straat liep ongeveer waar nu de zuidelijke bebouwing aan Plein 1944 staat.

## Route
De Zeigelbaan liep vanaf het kruispunt met de Broerstraat, Ziekerstraat en Molenstraat in westelijke richting, kruiste daarbij de Piersonstraat (tot 1914 de Zwanengas geheten) en kwam ten slotte uit op de Bloemerstraat. Hierna liep de straat over in wat destijds de Kroonstraat en Achter Valburg waren. Deze drie straten vormden gezamenlijk een oost-westverbinding tussen de Molenstraat en de Parkweg.

## Geschiedenis

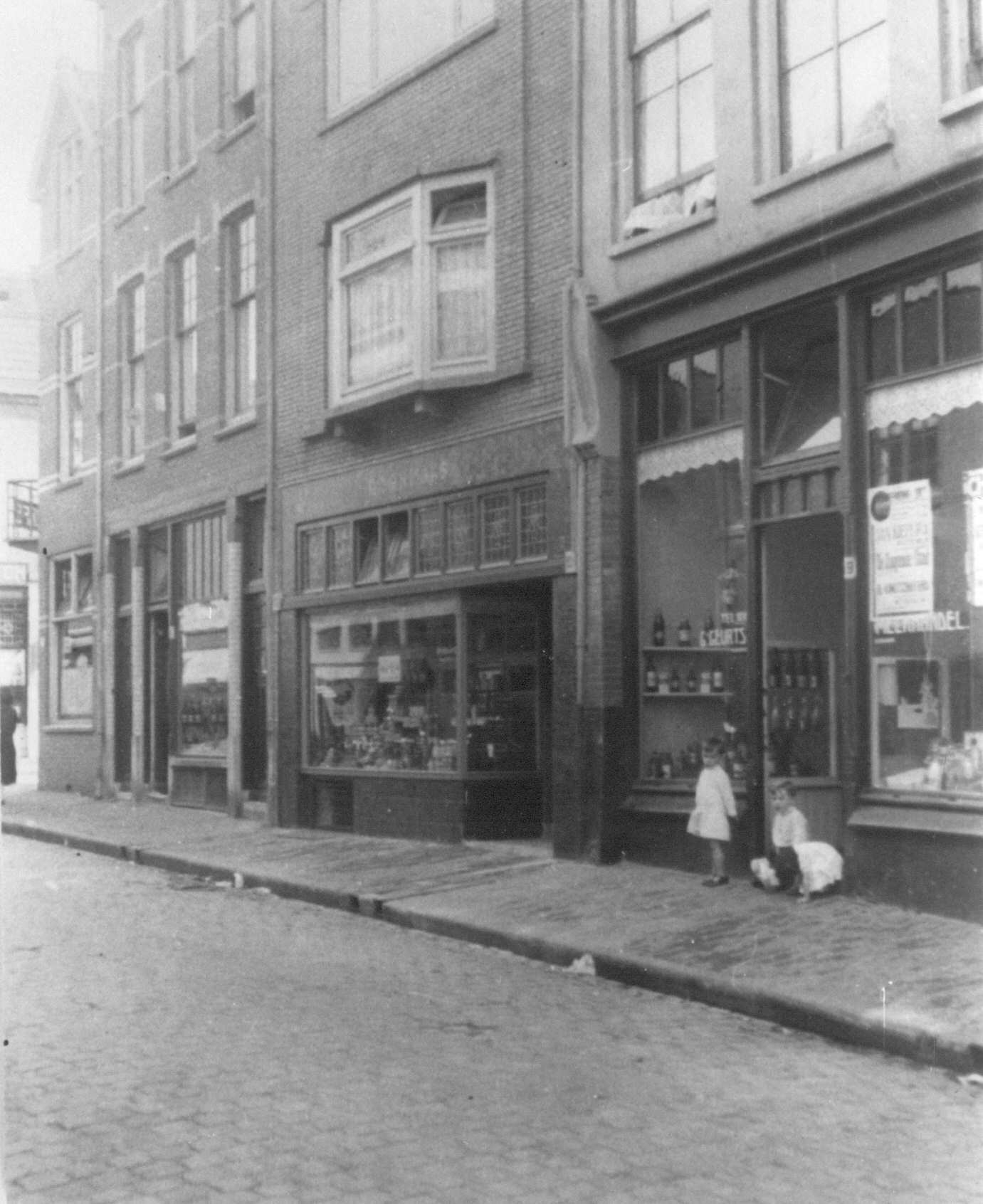
De straat omstreeks 1935

De naam van de straat duikt in teksten vanaf de 15e eeuw op als Seylbaen, later als Zeelbaen,  Seygelbaan of Zeilbaan.  Ook Zeeldrijersbaen en Seelbaenschestraet komen voor. Het is echter niet helemaal zeker of het daarbij steeds om een en dezelfde straat gaat. In het eerste deel van de straatnaam zit het woord zeel besloten, vroeger een veelgebruikt hulpmiddel van touwslagers.
Van 1842 tot en met 1928 stond er aan de Zeigelbaan een school van de Nederlands Hervormde Diaconie. Deze ging daarna nog een paar jaar lang door aan de St. Stephanusstraat. Veel later is de eerste bouwsteen van deze school (met daarop een lijst van namen) teruggevonden in wat inmiddels de Zeigelhof geworden was.
Luite Veen, de oprichter van het bekende elektronica- en witgoedbedrijf Radio De Kroon, had vanaf 1925 zijn eerste vestiging hiervan aan de Zeigelbaan. De zaak was aanvankelijk vooral begonnen als een fietsenwinkel. Zelf noemde Luite Veen zijn winkel in eerste instantie Rijwielbazar De Kroon, vervolgens Rijwielmagazijn de Kroon. "Kroon" verwees naar een hotel dat daarvoor in hetzelfde pand gevestigd was geweest. In 1932 opende Veen aan de overkant, op Zeigelbaan nr. 56, nog een tweede winkel die hij "Het wonder van Nijmegen" noemde. Later opende hij nog een derde vestiging in de nabijgelegen Molenstraat. 

### Verwoesting tijdens WOII
Bij het zogeheten "vergissingsbombardement" door Amerikaanse bommenwerpers op de Nijmeegse binnenstad van 22 februari 1944 (waarbij vermoedelijk in totaal meer dan 800 doden vielen) behoorden de Zeigelbaan en nabijgelegen straten en steegjes tot de stadsdelen die volledig werden getroffen. Van de bebouwing aan de Zeigelbaan bleef vrijwel niets over.
Winkeliers die aan deze straat gevestigd waren geweest en niet door het bombardement waren overleden, hadden in de eerste naoorlogse jaren vaak noodwinkels in de buurt. De hierboven genoemde Luite Veen zette zijn bedrijf voort met zijn vestiging aan de Molenstraat, die minder oorlogsschade had.

## Herinrichting van het gebied na WOII
Tijdens de wederopbouw werd besloten om op deze plek een nieuw plein aan te leggen, het tegenwoordige Plein 1944. Hierdoor moest onder meer het Nijmeegse centrum veel toegankelijker worden voor het sterk toegenomen autoverkeer. 
In de nabijheid werd, ter herinnering aan de vroegere straat en omdat men de naam "Zeigel" wilde behouden, een nieuwe zijstraat aangelegd met de naam Zeigelhof. Deze laatste straat is op zijn beurt later bekend geworden vanwege de zogeheten Piersonrellen (of "Zeigelhof-affaire").